# IC 3473
IC 3473  ist eine spiralförmige Zwerggalaxie vom Hubble-Typ Sd im Sternbild Coma Berenices am Nordsternhimmel. Sie ist schätzungsweise 35 Millionen Lichtjahre von der Milchstraße entfernt und hat einen Durchmesser von etwa 10.000 Lichtjahren.

Im selben Himmelsareal befinden sich u. a. die Galaxien NGC 4539, IC 3434, IC 3484, IC 3530. 
Das Objekt wurde am 7. Mai 1904 vom US-amerikanischen Astronomen Royal Harwood Frost entdeckt.